# Jin Ju-dong
Jin Ju-dong (ur. 14 sierpnia 1972) – północnokoreański zapaśnik w stylu wolnym. Olimpijczyk z Sydney 2000, gdzie zajął dziewiąte miejsce w kategorii 54 kg.
Srebrny medalista mistrzostw świata w 1997. Zdobył złoty medal na igrzyskach azjatyckich w 1998. Mistrz Azji w 1997 i 2000. Złoto na igrzyskach wojskowych w 1995 i 1999 roku.